# Tênis de mesa nos Jogos Pan-Americanos de 2019 - Duplas mistas
A competição das duplas mistas foi um dos eventos do tênis de mesa nos Jogos Pan-Americanos de 2019, em Lima. Foi disputada de 4 a 5 de agosto na Villa Deportiva Nacional, em Callao.

## Medalhistas
| Ouro   | CAN Eugene Wang e Zhang Mo                                    |
| Prata  | BRA Gustavo Tsuboi e Bruna Takahashi                          |
| Bronze | USA Kanak Jha e Jennifer Wu PUR Brian Afanador e Adriana Díaz |

## Resultados

### Chaveamento
| Primeira rodada 4 de agosto 10:00 | Primeira rodada 4 de agosto 10:00              | Primeira rodada 4 de agosto 10:00 | Primeira rodada 4 de agosto 10:00 | Primeira rodada 4 de agosto 10:00 | Primeira rodada 4 de agosto 10:00 | Primeira rodada 4 de agosto 10:00 | Primeira rodada 4 de agosto 10:00 | Primeira rodada 4 de agosto 10:00 |  |  | Quartas-de-final 4 de agosto 18:00 | Quartas-de-final 4 de agosto 18:00         | Quartas-de-final 4 de agosto 18:00 | Quartas-de-final 4 de agosto 18:00 | Quartas-de-final 4 de agosto 18:00 | Quartas-de-final 4 de agosto 18:00 | Quartas-de-final 4 de agosto 18:00 | Quartas-de-final 4 de agosto 18:00 | Quartas-de-final 4 de agosto 18:00 |  |  | Semifinais 5 de agosto 10:00 | Semifinais 5 de agosto 10:00               | Semifinais 5 de agosto 10:00 | Semifinais 5 de agosto 10:00 | Semifinais 5 de agosto 10:00 | Semifinais 5 de agosto 10:00 | Semifinais 5 de agosto 10:00 | Semifinais 5 de agosto 10:00 | Semifinais 5 de agosto 10:00 |  |  | Final 5 de agosto 20:45 | Final 5 de agosto 20:45                    | Final 5 de agosto 20:45 | Final 5 de agosto 20:45 | Final 5 de agosto 20:45 | Final 5 de agosto 20:45 | Final 5 de agosto 20:45 | Final 5 de agosto 20:45 | Final 5 de agosto 20:45 |
|                                   |                                                |                                   |                                   |                                   |                                   |                                   |                                   |                                   |  |  |                                    |                                            |                                    |                                    |                                    |                                    |                                    |                                    |                                    |  |  |                              |                                            |                              |                              |                              |                              |                              |                              |                              |  |  |                         |                                            |                         |                         |                         |                         |                         |                         |                         |
|                                   |                                                |                                   |                                   |                                   |                                   |                                   |                                   |                                   |  |  |                                    |                                            |                                    |                                    |                                    |                                    |                                    |                                    |                                    |  |  |                              |                                            |                              |                              |                              |                              |                              |                              |                              |  |  |                         |                                            |                         |                         |                         |                         |                         |                         |                         |
|                                   |                                                |                                   |                                   |                                   |                                   |                                   |                                   |                                   |  |  |                                    | Kanak Jha (USA) Jennifer Wu (USA)          | 9                                  | 11                                 | 11                                 | 11                                 | 11                                 | 11                                 |                                    |  |  |                              |                                            |                              |                              |                              |                              |                              |                              |                              |  |  |                         |                                            |                         |                         |                         |                         |                         |                         |                         |
|                                   | Jiaji Wu (DOM) Yasiris Ortiz (DOM)             | 6                                 | 11                                | 7                                 | 11                                | 11                                | 11                                |                                   |  |  |                                    | Jiaji Wu (DOM) Yasiris Ortiz (DOM)         | 11                                 | 8                                  | 6                                  | 9                                  | 13                                 | 9                                  |                                    |  |  |                              |                                            |                              |                              |                              |                              |                              |                              |                              |  |  |                         |                                            |                         |                         |                         |                         |                         |                         |                         |
|                                   | Marcelo Aguirre (PAR) Leyla Gómez (PAR)        | 11                                | 6                                 | 11                                | 9                                 | 5                                 | 9                                 |                                   |  |  |                                    |                                            |                                    |                                    |                                    |                                    |                                    |                                    |                                    |  |  |                              | Kanak Jha (USA) Jennifer Wu (USA)          | 9                            | 11                           | 4                            | 7                            | 6                            |                              |                              |  |  |                         |                                            |                         |                         |                         |                         |                         |                         |                         |
|                                   | Horacio Cifuentes (ARG) Camila Argüelles (ARG) | 11                                | 15                                | 12                                | 6                                 | 8                                 | 8                                 | 6                                 |  |  |                                    |                                            |                                    |                                    |                                    |                                    |                                    |                                    |                                    |  |  |                              | Eugene Wang (CAN) Zhang Mo (CAN)           | 11                           | 9                            | 11                           | 11                           | 11                           |                              |                              |  |  |                         |                                            |                         |                         |                         |                         |                         |                         |                         |
|                                   | Jorge Campos (CUB) Daniela Fonseca (CUB)       | 7                                 | 13                                | 10                                | 11                                | 11                                | 11                                | 11                                |  |  |                                    | Jorge Campos (CUB) Daniela Fonseca (CUB)   | 4                                  | 4                                  | 5                                  | 3                                  |                                    |                                    |                                    |  |  |                              |                                            |                              |                              |                              |                              |                              |                              |                              |  |  |                         |                                            |                         |                         |                         |                         |                         |                         |                         |
|                                   | Julian Ramos (COL) Paula Medina (COL)          | 2                                 | 4                                 | 7                                 | 14                                |                                   |                                   |                                   |  |  |                                    | Eugene Wang (CAN) Zhang Mo (CAN)           | 11                                 | 11                                 | 11                                 | 11                                 |                                    |                                    |                                    |  |  |                              |                                            |                              |                              |                              |                              |                              |                              |                              |  |  |                         |                                            |                         |                         |                         |                         |                         |                         |                         |
|                                   | Eugene Wang (CAN) Zhang Mo (CAN)               | 11                                | 11                                | 11                                | 16                                |                                   |                                   |                                   |  |  |                                    |                                            |                                    |                                    |                                    |                                    |                                    |                                    |                                    |  |  |                              |                                            |                              |                              |                              |                              |                              |                              |                              |  |  |                         | Eugene Wang (CAN) Zhang Mo (CAN)           | 12                      | 15                      | 6                       | 11                      | 12                      |                         |                         |
|                                   | Gustavo Tsuboi (BRA) Bruna Takahashi (BRA)     | 7                                 | 11                                | 8                                 | 11                                | 11                                | 11                                |                                   |  |  |                                    |                                            |                                    |                                    |                                    |                                    |                                    |                                    |                                    |  |  |                              |                                            |                              |                              |                              |                              |                              |                              |                              |  |  |                         | Gustavo Tsuboi (BRA) Bruna Takahashi (BRA) | 10                      | 13                      | 11                      | 7                       | 10                      |                         |                         |
|                                   | Marco Navas (VEN) Neridee Niño (VEN)           | 11                                | 4                                 | 11                                | 4                                 | 4                                 | 5                                 |                                   |  |  |                                    | Gustavo Tsuboi (BRA) Bruna Takahashi (BRA) | 11                                 | 11                                 | 8                                  | 11                                 | 11                                 |                                    |                                    |  |  |                              |                                            |                              |                              |                              |                              |                              |                              |                              |  |  |                         |                                            |                         |                         |                         |                         |                         |                         |                         |
|                                   | Hector Gatica (GUA) Mabelyn Enriquez (GUA)     | 3                                 | 10                                | 11                                | 6                                 | 11                                | 3                                 |                                   |  |  |                                    | Marcos Madrid (MEX) Yadira Silva (MEX)     | 3                                  | 3                                  | 11                                 | 4                                  | 8                                  |                                    |                                    |  |  |                              |                                            |                              |                              |                              |                              |                              |                              |                              |  |  |                         |                                            |                         |                         |                         |                         |                         |                         |                         |
|                                   | Marcos Madrid (MEX) Yadira Silva (MEX)         | 11                                | 12                                | 3                                 | 11                                | 6                                 | 11                                |                                   |  |  |                                    |                                            |                                    |                                    |                                    |                                    |                                    |                                    |                                    |  |  |                              | Gustavo Tsuboi (BRA) Bruna Takahashi (BRA) | 7                            | 13                           | 15                           | 11                           | 11                           |                              |                              |  |  |                         |                                            |                         |                         |                         |                         |                         |                         |                         |
|                                   | Juan Lamadrid (CHI) Paulina Vega (CHI)         | 11                                | 11                                | 11                                | 11                                |                                   |                                   |                                   |  |  |                                    |                                            |                                    |                                    |                                    |                                    |                                    |                                    |                                    |  |  |                              | Brian Afanador (PUR) Adriana Díaz (PUR)    | 11                           | 11                           | 13                           | 9                            | 7                            |                              |                              |  |  |                         |                                            |                         |                         |                         |                         |                         |                         |                         |
|                                   | Rodrigo Hidalgo (PER) Francesca Vargas (PER)   | 5                                 | 7                                 | 6                                 | 7                                 |                                   |                                   |                                   |  |  |                                    | Juan Lamadrid (CHI) Paulina Vega (CHI)     | 11                                 | 11                                 | 8                                  | 6                                  | 5                                  | 8                                  |                                    |  |  |                              |                                            |                              |                              |                              |                              |                              |                              |                              |  |  |                         |                                            |                         |                         |                         |                         |                         |                         |                         |
|                                   | Alberto Miño (ECU) Nathaly Paredes (ECU)       | 8                                 | 5                                 | 12                                | 5                                 |                                   |                                   |                                   |  |  |                                    | Brian Afanador (PUR) Adriana Díaz (PUR)    | 6                                  | 5                                  | 11                                 | 11                                 | 11                                 | 11                                 |                                    |  |  |                              |                                            |                              |                              |                              |                              |                              |                              |                              |  |  |                         |                                            |                         |                         |                         |                         |                         |                         |                         |
|                                   | Brian Afanador (PUR) Adriana Díaz (PUR)        | 11                                | 11                                | 14                                | 11                                |                                   |                                   |                                   |  |  |                                    |                                            |                                    |                                    |                                    |                                    |                                    |                                    |                                    |  |  |                              |                                            |                              |                              |                              |                              |                              |                              |                              |  |  |                         |                                            |                         |                         |                         |                         |                         |                         |                         |